# Merenga
La merenga o postre-sec és una preparació culinària a base de clara d'ou batuda a punt de neu i de sucre blanc, sucre llustre o almívar. Hi ha tres tipus de merengues: la francesa, la italiana i la suïssa. La classificació anterior es basa en la textura final de cada merenga i en la seva aplicació.

## Història de la merenga
Ho va inventar Gasparini, un pastisser d'origen italià en 1720, a la localitat de Meiringen que li dona el nom.
A França va introduir-la el rei polonès Estanislau, qui en va donar la recepta a la seva filla María, casada amb Lluís XV de França.

## Química de la merenga
La clara de l'ou, que té com a principals components aigua i proteïnes, és la base per a l'elaboració de la merenga. En batre la clara s'introdueix aire, que forma grans bombolles. Si es continua batent, les bombolles disminueixen de mida, amb la qual cosa es fan més estables. Això passa perquè les proteïnes retenen, a la vegada, l'aire i l'aigua, i fan que la clara sigui viscosa i un medi estable per a l'aire. Amb l'addició de sucre o d'almívar s'aconsegueix donar més consistència a la clara muntada i, en evaporar-se la humitat, s'obté un resultat cruixent.

## Tipus de merenga
Hi ha tres tipus principals de merengues, la merenga francesa, que és molt inconsistent i es serveix assecada al forn o forma part d'alguna elaboració culinària. Després trobem la merenga italiana, que és tova, brillant i cremosa, es pot menjar amb cullera i/o utilitzar per farcir i decorar dolços. El tercer tipus, la merenga suïssa, és dura i cruixent, es sol vendre a pastisseries farcida de fruits secs, amb xocolata o tenyida amb colorant.

### Merenga francesa o crua
S'anomena així a les clares d'ou ensucrades i batudes a punt de neu, i sense l'aplicació de calor. La calor ajuda que els altres tipus de merenga es conservin millor, no "caiguin" i siguin fermes i dures. Per aquest motiu es recomana que la merenga francesa s'utilitzi de seguida després de muntar-la, ja que si no s'afegeix cap estabilitzant anirà perdent l'aire en poques hores.
Aquesta merenga la podem utilitzar, per exemple, per donar esponjositat a pans de pessic i com una alternativa al llevat químic, per a pans de pessic per a celíacs. També s'utilitza per fer pavlova, en la qual la merenga s'asseca al forn, o com base dels macaroons.
La calor del forn fa créixer les bombolles d'aire internes i, com a conseqüència, la merenga s'esponja i a més a més s'evapora l'aigua i es coagula la clara d'ou (l'albúmina), cosa que li dona rigidesa i cruixentor. Cal coure-les al forn a 180 °C durant 15 minuts aproximadament.

### Merenga italiana
Per a l'elaboració de la merenga italiana, les clares es munten i després s'hi va afegint el sucre en forma d'almívar calent a poc a poc, sense deixar de batre, fins que agafi consistència i es refredi. Per aconseguir una merenga prou consistent es recomana que l'almívar arribi a un mínim de 118º C. Com a mínim s'utilitzarà el doble de pes de sucre en gra que de clares. S'ha de coordinar la batuda de les clares amb l'elaboració de l'almívar perquè les clares muntades no hagin d'esperar que l'almívar estigui al seu punt.
Aquest tipus de merenga s'utilitza molt a la cuina menorquina per decorar o acompanyar i farcir pastissos.

### Merenga suïssa
Les clares i el sucre es munten alhora en un bany maria de 50 °C. És important controlar el bany maria mirant que no passi dels 60 °C, ja que les clares coagularien. Al final s'afegiran unes gotes de suc de llimona i s'utilitzarà el doble de pes de sucre en gra que de clares. La seva consistència serà més ferma que la de la merenga italiana. S'utilitza per decorar o acompanyar, farcir pastissos i fornejar dolços i figures.

## Utilitats de la merenga
- Merenga sola, per exemple: Suspiros, Roques de Vinaròs
- Cobertura de pastissos, per exemple: Lemon Pie, Pastís Alaska
- Decoracions de flors de merenga
- Base de pastissos, per exemple: Pastís Rus, Dacquoise
- Base per a mousses
- Farcit de pastissos
- Macaró

## Física de la merenga
Gràcies al texturòmetre podem analitzar les propietats físiques de la merenga. A continuació, es mostra un gràfic realitzat per l'anàlisi d'un texturòmetre en el laboratori i les seves propietats físiques en una compressió del 50%. Aquest gràfic correspon al TPA (Texture Profile Analyisis), o sigui, l'analítica del perfil sobre la textura.
Càlcul dels paràmetres físics de la merenga a partir de les fórmules preestablertes:
- Duresa = 445,50 N
- Fracturabilitat = 173,35 N
- Cohesivitat = 13,89%
- Adhesivitat = -0,001 J
- Elasticitat = 15,91 m
- Gomositat = 61,88 N
- Mastegabilitat = 984,51 J
- A1w = (Àrea positiva - Àrea pic positiu) = 928,278 - 679,149 = 214,48
- Resiliència = 23,1%

Amb la interpretació del TPA, definiríem la merenga com una elaboració fàcil de deformar, resistent, amb dificultat per recuperar la seua forma, amb una relativa elasticitat i que resulta fàcil de menjar.

## Textura
Podem definir la textura de la merenga a través dels següents termes:
- Ferma: la merenga no cedeix sinó difícilment a un esforç exterior (per a les merengues fornejades), en la primera mossegada podem notar-ne la fermesa real de, a mesura que l'anem estovant i mastegant, aquesta va perdent fermesa.
- Airejada: com a conseqüència a l'encapsulament de bombolles d'aire durant l'elaboració de la merenga i la forma de les cavitats interiors.
- Seca: la textura de l'exterior de la merenga s'asseca perquè l'aigua s'evapora durant la cocció.
- Cruixent: textura de la superfície de la merenga que fa que en mastegar-la es trenqui provocant un so característic.
- Trencadissa: fa referència a la superfície de la merenga que fàcilment s'esquerda i en menjar-la es trenca convertint-se ràpidament en polsim.